# NIC-11A
La NIC-11A es una autopista nacional catalogada como troncal principal ubicada en Nicaragua. La carretera inicia en el Sur en Masaya con la NIC-4B hasta finalizar en el Norte en Tipitapa con la NIC-1.